# 森田公一 (医学者)
森田 公一（もりた こういち、Kouichi MORITA）は、日本の医師、ウイルス学者。長崎大学 名誉教授。学位は医学博士（長崎大学・1985年）。長崎大学感染症研究出島特区・特区長。

## 略歴
- 1981年 - 長崎大学医学部 卒業
- 1985年 - 長崎大学大学院医学研究科 博士課程修了（医学博士）
- 1985年 - ニュージャージー医科歯科大学 助手
- 1988年 - 長崎大学熱帯医学研究所 助手
- 1989年 - 長崎大学熱帯医学研究所 講師
- 1995年 - WHO 西太平洋地域事務局感染症対策課 課長
- 2001年 - 2022年3月 - 長崎大学熱帯医学研究所 教授、WHO 指定研究協力センター長（兼任）
- 2013年4月 - 2017年3月 - 長崎大学熱帯医学研究所 所長（第1次）
- 2019年4月 - 2022年3月 - 長崎大学熱帯医学研究所 所長（第2次）
- 2022年4月 - 現在 長崎大学感染症研究出島特区 初代特区長、長崎大学 学長特別補佐（兼任、任期：令和7年9月30日[5]）

## 所属学会
- 日本ウイルス学会
- 日本感染症学会
- 日本熱帯医学会